# Bonnetia maguireorum
Bonnetia maguireorum là một loài thực vật có hoa thuộc họ Clusiaceae.
Loài này chỉ có ở Venezuela.